# Berlin-Hellersdorf
Hellersdorf is een stadsdeel van Berlijn, behorend tot het district (Verwaltungsbezirk) Marzahn-Hellersdorf. Het stadsdeel telt een kleine 92.000 inwoners en bestaat hoofdzakelijk uit grote Plattenbau-woonblokken uit de jaren 1980. Tussen 1986 en 2001 was Hellersdorf een zelfstandig district, waartoe ook de stadsdelen Kaulsdorf en Mahlsdorf behoorden. Hellersdorf ligt in Barnim (streek).

## Geschiedenis
Zoals vele andere dorpen in Barnim wordt Hellersdorf voor het eerst schriftelijk vermeld in het landboek van keizer Karel IV uit 1375, onder de naam Helwichstorpp. Door de eeuwen heen is het dorp in het bezit van verschillende adellijke families, totdat de stad Berlijn de heerlijkheid in 1886 aankoopt. Bij het dorp legt men vloeivelden aan voor de zuivering van het hoofdstedelijke afvalwater. In 1920 wordt Hellersdorf geannexeerd door Groot-Berlijn; het dorp is voortaan onderdeel van het Berlijnse district Lichtenberg. De verstedelijking blijft voorlopig echter nog ver van Hellersdorf, dat ook na de Tweede Wereldoorlog vooral uit landbouwgebied bestaat. In de DDR-tijd ontstaat er een collectief landbouwbedrijf.
De bouw van nieuwe woonwijken in het naburige Marzahn leidt in 1979 tot de instelling van een nieuw stadsdistrict, waartoe Hellersdorf gaat behoren. In de tachtiger jaren doet de grootschalige woningbouw ook in Hellersdorf zijn intrede. Als eerste komt in 1981 de wijk Kaulsdorf-Nord gereed, waarna er steeds verder naar het noorden gebouwd wordt. Vanaf 1983 vindt men diverse overblijfselen van het voormalige dorp Hellersdorf, waaronder de kerk en de begraafplaats. In 1986 wordt het zich sterk ontwikkelende stadsdeel afgesplitst van Marzahn om een zelfstandig district te gaan vormen. De bouwwoede in het oosten van Berlijn laat zich niet tegenhouden door de stadsgrenzen: ook op het grondgebied van de gemeente Hönow verrijzen grote wooncomplexen. Na de Wende wordt dit gebied in 1990 alsnog door Berlijn geannexeerd, maar de vroegere grens is nog altijd te herkennen als groenstrook. Bij een bestuurlijke herindeling in 2001 fuseert Hellersdorf wederom met Marzahn, om sindsdien deel uit te maken van het district Marzahn-Hellersdorf.

## Verkeer
De hoofdverkeersas van Hellerdorf is de Hellersdorfer Straße, die het stadsdeel van noord naar zuid doorkruist. Aan de noordrand van het stadsdeel, langs de grens met Brandenburg, loopt de Landsberger Chaussee, die komend uit Marzahn het verlengde vormt van de Landsberger Allee, een van de belangrijkste radiale verbindingen in Berlijn. De Riesaer Straße verbindt Hellersdorf met het naburige Mahlsdorf, de Cecilienstraße leidt vanuit het zuiden van het stadsdeel naar Marzahn.

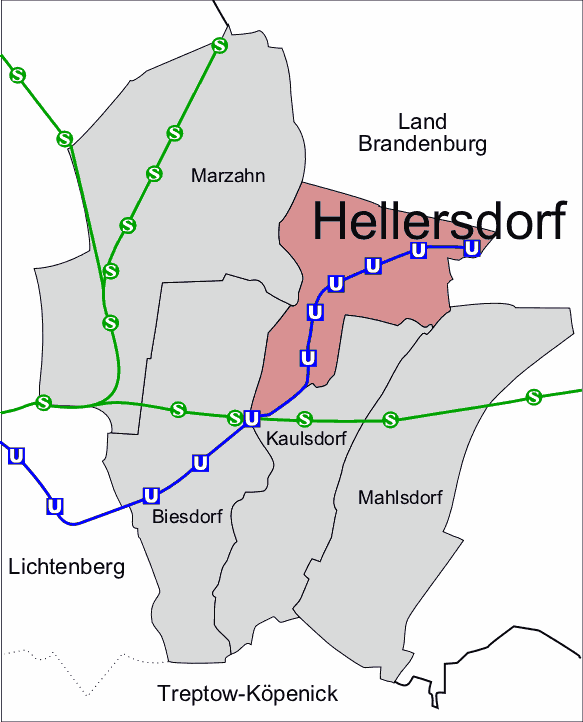
Metro en S-Bahn in en rond Hellersdorf

Het stadsdeel telt een zestal metrostations (Kaulsdorf-Nord, Neue Grottkauer Straße, Cottbusser Platz, Hellersdorf, Louis-Lewin-Straße en Hönow), die alle gelegen zijn aan lijn U5. Hellersdorf is het enige van de drie grote nieuwbouwgebieden in het voormalige Oost-Berlijn dat op het metronet werd aangesloten; naar Marzahn en Hohenschönhausen legde men S-Bahnlijnen aan. Twee tramlijnen verbinden Hellersdorf via Marzahn met het centrum rond de Alexanderplatz en met station Berlin-Lichtenberg.

## Sport
Voetbalclub Hellersdorfer FC speelt aan de Sportplatz aan de Oschatzer Ring en FV Rot-Weiß 90 Hellersdorf in het Stadion Wuhletal aan de Teterower Ring.